# Ngô Giáp Đậu
Ngô Giáp Đậu (1853-1929), hiệu Tam Thanh, biệt hiệu Sự Sự Trai, là nhà văn, nhà giáo và là sử gia đời vua Thành Thái trong lịch sử Việt Nam.

## Tiểu sử
Ngô Giáp Đậu sinh tại làng Tả Thanh Oai, huyện Thanh Oai, tỉnh Hà Đông cũ; nay thuộc huyện Thanh Trì, thành phố Hà Nội.
Ông thuộc dòng dõi của Ngô Thì Sĩ, Ngô Thì Nhậm, Ngô Thì Chí...Năm 1891, ông thi đỗ cử nhân khoa Tân Mão tại trường thi Hà Nam (tức trường Hà Nội và Nam Định hợp thi), được bổ làm hành tẩu, sau chuyển sang ngạch học quan từ chức giáo thụ lên đến chức đốc học.
Ngô Giáp Đậu mất năm 1929.

## Tác phẩm
Ngô Giáp Đậu là người suốt đời tận tụy với nghề dạy học và biên soạn sách (đa phần là sách sử). Tác phẩm của ông gồm có: 
- Hoàng Việt hưng long chí (chữ Hán, soạn từ năm 1899, hoàn thành và đề tựa năm 1904): là một truyện chương hồi, viết về lịch sử xây dựng vương triều Nguyễn, từ Nguyễn Hoàng (1524-1613) đến Gia Long (1762-1820).
- Trung học Việt sử toát yếu (chữ Hán, 4 quyển, soạn năm:?, in năm 1911): Tóm lược lịch sử Việt Nam biên niên dành cho bậc trung học.
- Đại Nam Quốc túy (soạn năm 1908): tập hợp 1.800 câu thành ngữ, tục ngữ và 600 câu ca dao Việt Nam. Đề tựa và lời dẫn đều bằng văn xuôi Nôm.
- Hiện kim Bắc Kỳ địa dư sử (soạn 1908): là cuốn địa lý, lịch sử Bắc Kỳ cuối thế kỷ 19 đến đầu thế kỷ 20.
- Trung học Việt sử biên niên toát yếu (chữ Hán, soạn năm:?, in năm 1911): Sách giáo khoa tóm lược lịch sử Việt Nam dành cho bậc trung học.
- Mạnh học Trung cao đẳng giáo khoa thư (chữ Nôm, soạn năm 1913): Sách giáo khoa mở đầu bậc trung cao đẳng.
- Thanh Oai Ngô gia thế phả (soạn năm:?): Gia phả các đời của họ Ngô. Đây là tài liệu quý cho việc tìm hiểu nhiều tác gia của Ngô gia văn phái.
- Nam Định dư địa chí (soạn năm:1916)

## Sách tham khảo
- Lại Nguyên Ân, mục từ: Ngô Giáp Đậu in trong Từ điển văn học (bộ mới). Nhà xuất bản Thế giới, 2004.
- Trần Văn Giáp, Tìm hiểu kho sách Hán Nôm (tập 1 & tập 2 in chung). Nhà xuất bản Khoa học xã hội, Hà Nội, 2003.
- Ngô Đức Thọ, Bài giới thiệu sách Hoàng Việt hưng long chí in ở đầu sách này (Nhà xuất bản Văn học, 1993).
- Hoàng Hữu Yên (chủ biên), Tinh tuyển văn học Việt Nam (tập 6, phần văn học thế kỷ 19). Nhà xuất bản Khoa học xã hội, Hà Nội, 2004.